# علي شاه ويردي خان الثاني
| خان لورستان                          |                                                             |
|                                      |                                                             |
| علي شاه ويردي خان الثاني والي پشتكوه |                                                             |
| السابق                               | الحسين خان الثاني (الخان الخامس لبلاد اللور من أسرة الولاة) |
| ولاية العهد                          | غير محدد                                                    |
| فترة الحكم                           | من 1695م (تقريباً) إلى 1718 - 1720م (تقريباً)                 |
| اللاحق                               | علي مردان خان                                               |
| اللقب                                | خان لرستان                                                  |
| حياته                                |                                                             |
| مكان الوفاة                          | إيران                                                       |
| الأب                                 | الحسين خان الثاني                                           |
| الأبناء                              | إسماعيل خان نظر علي خان عزيز خان                            |
| خانات لورستان                        |                                                             |

علي شاه ويردي خان الثاني بن الحسين خان الثاني بن احمد منوجهر خان بن الحسين خان الأول الأكبر العلوي سادس خانات وولاة أقاليم بشتكوه وبروجرد وبلاد اللور من عائلة ولاة لرستان.

## النزاع على العرش وتوليه الحكم
بعد وفاة الوالي الحسين خان الثاني في خرم آباد، حصلت منافسة شديدة على خلافته بالحكم بين ابنه علي شاه ويردي خان وأبنه الآخر علي مردان خان،
لكن بمساعدة شاه الدولة الصفوية حسين الأول ودعم من جيوش القزلباش لعلي شاه ويردي خان، تمكن الأخير من الوصول للحكم والتغلب على شقيقه ومنافسه علي مردان خان.

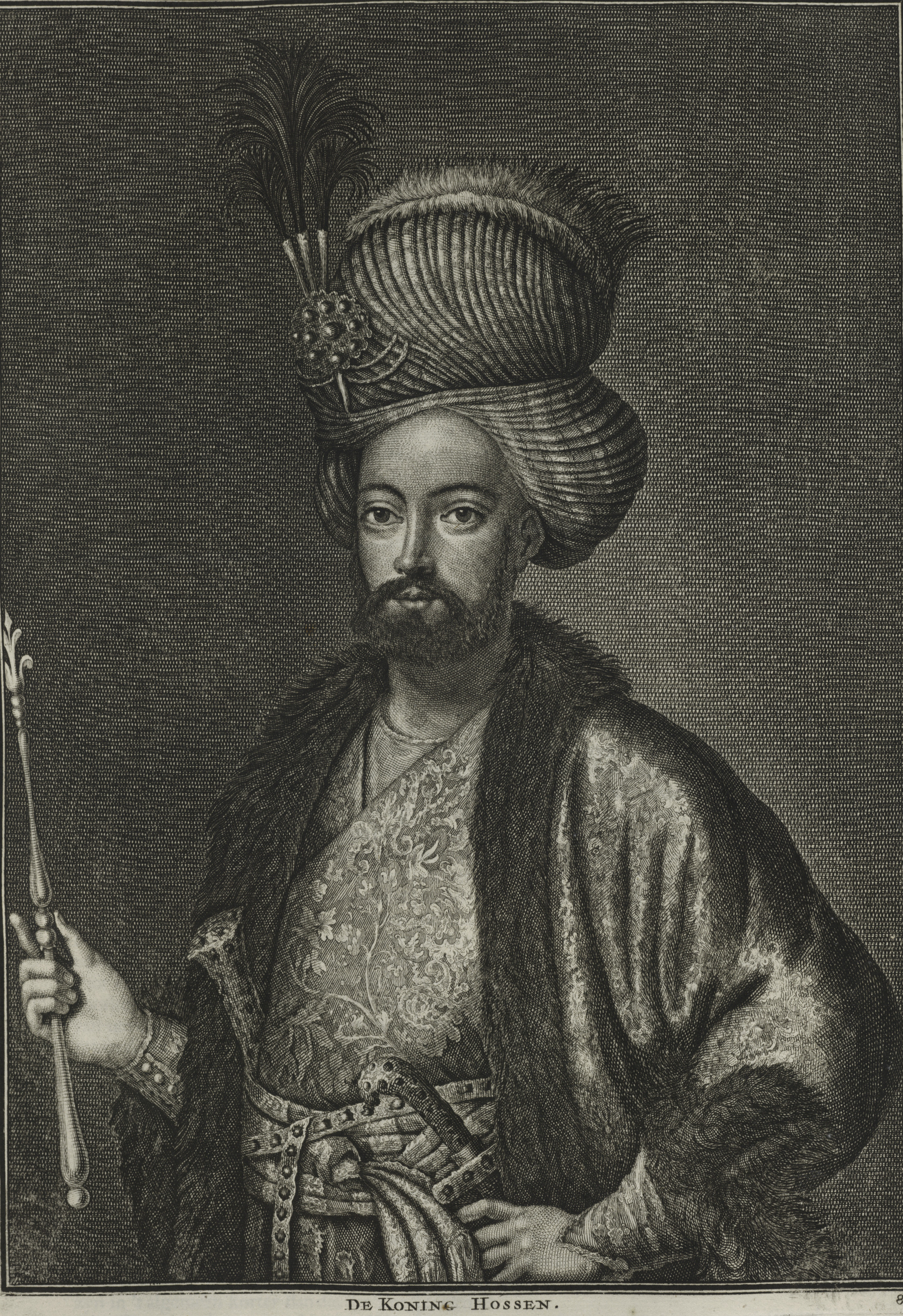
شاه حسين الأول الصفوي، آخر الملوك الفعليين للدولة الصفوية والذي دعم الوالي علي شاه خان الثاني عسكرياً.

## علي مردان خان تحت الإقامة الجبرية بأمر شقيقه الخان
بعد تولي علي شاه للحُكم، أمر بإلقاء القبض على شقيقه علي مردان خان، ووضعه قيد الإقامة الجبرية في سجن كرمان الواقع بأحد أطراف ضواحي بلاد اللور (لورستان).[بحاجة لمصدر]

## هجوم الدولة الهوتاكية وهروب علي مردان خان
بعد فترة من تنصيب علي شاه ويردي خان الثاني على حكم اللور، قام محمود شاه هوتاكي (حاكم الدولة الهوتاكية الأفغانية) بالهجوم على إيران ووصل إلى أعتاب العاصمة الصفوية أصفهان، لذلك خرج الخان علي شاه ويردي خان الثاني على رأس جيشه متجهاً إلى الجبهة الصفوية الهوتاكية لدعم السلطان الصفوي ضد الهوتاك الذي كانوا يرومون السيطرة على إيران بأكملها بما فيها أقاليم اللور.[بحاجة لمصدر]
وخلال انشغال الخان اللوري والسلطان الصفوي بالحرب، تمكن الأمير علي مُردان خان من الهروب من إقامته الجبرية في كرمان، ومن ثم اتجه إلى العاصمة خرم آباد مستغلاً غياب شقيقه الوالي.[بحاجة لمصدر]

## انقلاب علي مردان وخلع علي شاه ويردي خان الثاني
بعد وصول الأمير علي مردان خان إلى هرم آباد، استغل غياب شقيقه علي شاه، فأخذ يجمع حوله الأعوان والأتباع هناك، حتى تكونت لديه قوة كافية للتمرد.
تزامن ذلك بعودة شقيقه علي شاه ويردي خان الثاني إلى لورستان بعد أن خسر الصفويين وحلفائهم الحرب لصالح الأفغان، والذي تفاجئ بوصول شقيقه علي مردان للعاصمة وإعلان العصيان ضده.
بعد أن نجح عصيان علي مردان خان، قام بإلقاء القبض على شقيقه الخان علي شاه ويردي خان الثاني، وأصدر الأوامر بعزله نهائياً ومن ثم أمر بسمل عينيه؛ لذلك أصبح علي شاه وردي خان الثاني يُلقب بعد عزله بـ(گور علي شاه وردي خان)؛ بما معناه باللغة العربية (علي شاه ويردي خان الأعمى).
أعلن الأمير علي مردان خان نفسه حاكماً على لورستان بدلاً عن شقيقه المخلوع، ولأول مرة بدون موافقة الشاه.
إلا أنه ولإثبات حسن النية؛ توجه الخان الجديد علي مردان خان على رأس جيشه لمساندة الجيوش الصفوية ضد الغزو الأفغاني.

## الهوامش
1. ↑  وهي عقوبة معروفة للنبلاء في دول عديدة في التاريخ مثل الدولة العباسية والدولة الصفوية لمنع الأمير أو الرجل النبيل من تولي الحكم مرة أخرى.